# Rhizina undulata
Rhizina undulata là một loài Ascomycetes trong họ Rhizinaceae. Loài này được Fr. miêu tả khoa học đầu tiên năm.
Đây là loài gây hại của các cây trong chi Pinus, phát triển phổ biến ở Nam Phi.